# Institute of Noetic Sciences
O Institute of Noetic Sciences (IONS) é uma organização dedicada à parapsicologia fundada em 1973 pelo astronauta Edgar Mitchell e o investidor Paul N. Temple.
O instituto consta na lista de organizações de confiabilidade questionável, elaborada por Stephen Barrett e divulgada no site Quackwatch.

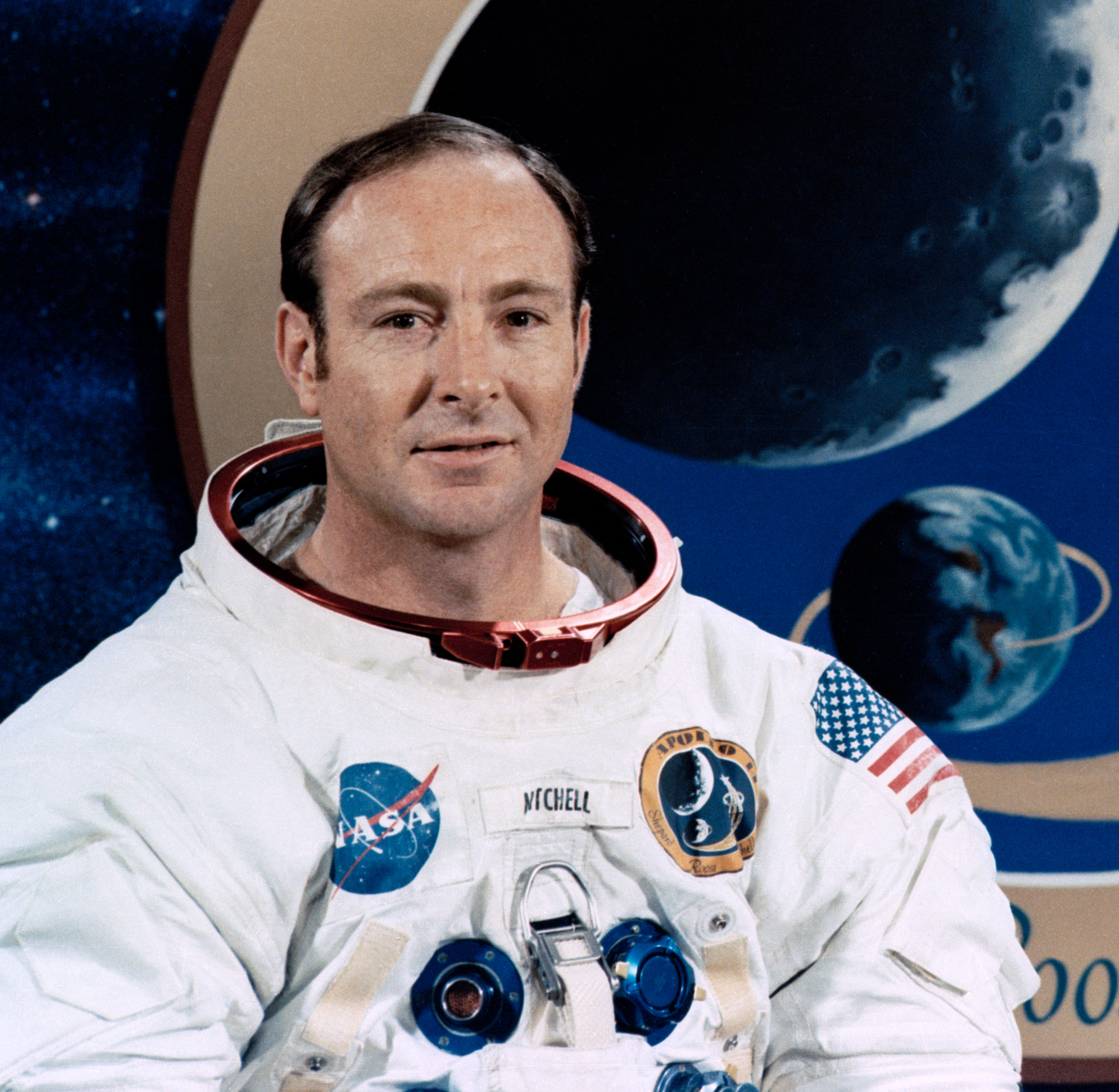
Egar Mitchell, co-fundador do IONS